# Gellybooty
Gellybooty was een Utrechts funkcollectief dat in wisselende samenstelling actief was van 1992 tot 2004. De belangrijkste invloeden zijn funk, soul en hiphop. Bij de vele optredens stond de Nederlandse band vaak meer dan tien man sterk op het podium. 
De eerste twee cd's werden opgenomen in de Smeenk Brothers Studio van Gotcha!. Voor Gems deed DJ DNA de mixage. Gellybooty nam op Gems twee Nederlandstalige raps op, 't Dak eraf en Muurbloem, die beide als single uitkwamen.   
In 2004 vertrok de band voor een tour naar Tsjechië. Datzelfde jaar werd de cd Plug opgenomen. Daarbij werd de volledige productie in eigen hand gehouden. De cd-presentatie was uiteindelijk tevens het afscheidsconcert. 

## Discografie
- Gems (CD 1999)
- 't Dak eraf (single 1999)
- Muurbloem (single 2000)
- Skin (CD) (2002)
- Funky lately (single 2003)
- Plug (CD 2004)